# Araks, Armavir
Araks là một đô thị thuộc tỉnh Armavir, Armenia. Dân số ước tính năm 2011 là 1955 người.